# Elisandra Tomacheski
Elisandra Tomacheski (Río Grande del Sur, 28 de octubre de 1990) es una modelo brasileña nacida en el estado de Río Grande del Sur. Ha modelado principalmente trajes de baño para la marca Elis y para otras marcas de prendas de vestir como Izod, Island Company y Foschini Limited. Ha trabajado con agencias de modelaje como Heffner Management, Next Model Management - Miami, Elan Models, Imm Europe - Düsseldorf y Elan Management - Ginebra.